# Achy
Achy é uma comuna francesa na região administrativa de Altos da França, no departamento de Oise. Estende-se por uma área de 12,7 km². Em 2010 a comuna tinha 410 habitantes (densidade: 32,3 hab./km²).